# Gladstone Gander
Gladstone Gander és un personatge de dibuixos animats creat l'any 1948 per Carl Barks per a The Walt Disney Company. És una oca mascle antropomòrfic que posseeix una bona sort excepcional que li atorga tot el que desitgi a més de protegir-lo de qualsevol mal. Això contrasta amb el seu cosí Donald Duck, que sovint es caracteritza per tenir mala sort. Gladstone també és un rival de Donald per l'afecte de Daisy Duck. Gladstone es vesteix d'una manera molt elegant, sovint amb un vestit; amb corbata de llaç, fedora i polaines. Té un pentinat ondulat que es representa com a blanc o ros. A la història "Luck of the North" (desembre de 1949) se'l descriu amb una veu de llautó.

## Origen
Gladstone Gander va aparèixer per primera vegada a "Wintertime Wager" a Walt Disney's Comics and Stories núm. 88 (gener de 1948), escrit i dibuixat per Carl Barks. En aquesta història arriba a la casa de l'ànec Donald durant un dia fred de Nadal per recordar-li una aposta que Donald va fer l'estiu anterior; que podia nedar al llac Frozenbear durant el dia de Nadal o cedir la seva casa a Gladstone. Donald finalment perd l'aposta, però Gladstone més tard perd una aposta pròpia, feta amb Daisy Duck, de manera que la casa de Donald li és retornada.
Barks va desenvolupar gradualment la personalitat i el comportament de Gladstone després de la seva primera aparició i el va utilitzar amb força freqüència, en 24 històries entre 1948 i 1953, els primers cinc anys de la seva existència. En les seves tres primeres aparicions el 1948 ("Wintertime Wager", "Gladstone Returns", "Links Hijinks"), va ser retratat com la imatge mirall de Donald: un fanfarró obstinat, potser una mica més arrogant, però encara no tenia la seva sort característica. En les seves dues següents aparicions, "Rival Beachcombers" i "The Goldilocks Gambit", Gladstone es presenta com a simple mandrós i irritable, i també crédul. L'avenç de la seva ratxa de sort es produeix l'any 1949, dins de la història d'aventures "Race to the South Seas!" (March of Comics núm. 41). En aquesta història, Donald i els seus tres nebots van salpar en una missió de rescat des de Duckburg fins a una remota illa del Pacífic on es creu que l'Oncle Garrepa va quedar encallat, en un intent de guanyar-se el favor del seu oncle. Per la mateixa raó Gladstone també ho persegueix, però com que va néixer "afortunat", com explica Donald als seus nebots, sense aixecar un dit, li està sortint molt més fàcil que a ells.
La seva rivalitat amb Donald sobre Daisy s'estableix a "Donald's Love Letters" (1949), "Wild About Flowers" (1950) i "Knightly Rivals" (1951), i com a possibles hereus de la fortuna de Garrepa a "Some Heir Over the Rainbow" (1953). Després d'això, Barks es va sentir incapaç de desenvolupar més el personatge, trobant-lo bàsicament antipàtic i va començar a utilitzar-lo amb menys freqüència. Però aleshores, Gladstone havia trobat un lloc estable a l'univers Duck com un dels personatges principals establerts; utilitzat freqüentment per altres escriptors i artistes tant a Amèrica com a Europa. Va ser utilitzat per primera vegada per un artista diferent de Barks el 1951: "Presents For All" de Del Connell i Bob Moore. Apareix com a personatge principal al llibre de la sèrie Big Little Book "Luck of the Ducks" (1969).

## Personatge
La bona sort de Gladstone desafia la probabilitat i li proporciona qualsevol cosa que sigui per al seu benefici o gaudiment; així com coses que desitja expressament, que de vegades estan relacionades amb l'argument d'algunes històries. Això pot anar des de trobar carteres i altres objectes de valor a la vorera fins a trossos d'un mapa del tresor trencat que suren al costat del riu per formar-lo sencer de nou; revelant la ubicació del tresor. La seva bona sort també el protegeix de qualsevol mal. De vegades potser ni tan sols sàpiga que una situació li sortirà a favor en una etapa posterior i, aleshores, sovint se sent confós o de vegades fins i tot pensa que la seva sort l'ha abandonat; només per saber després que ha estat amb ell tot el temps.
Hi ha hagut diverses explicacions per a la bona sort de Gladstone al llarg dels anys per part de diversos escriptors i artistes. A la història de Barks "Luck of the North", Gladstone proclama: "Vaig néixer sota una estrella de la sort, i tot el que faig em portarà bona fortuna [... ]". Això es llegeix d'un llibre d'horòscop que té, que també té un mapa que mostra la seva estrella afortunada en connivencia amb el planeta Neptú. En moltes de les històries dels còmics italians, Gladstone rep la seva sort perquè la deessa Fortuna n'està enamorada. A la història de Don Rosa " The Sign of the Triple Distelfink" (1997), va afegir el fet que Gladstone va néixer el dia de l'aniversari de la seva mare Daphne l'any 1920, sota el signe de protecció del Triple Distelfink, heretant així la sort de la seva mare. En algunes històries també utilitza amulets de la bona sort com les ferradures de la sort o les potes de conill.
No obstant això, per tota la seva sort, Gladstone no té èxits dels quals sentir-se orgullós ni ambicions reals, ja que és incapaç de planificar a llarg termini. Tot això és perquè no ha de fer el més mínim esforç per aconseguir el que vol, ja que la seva bona sort li ho donarà. També sovint no aprèn cap lliçó de vida de les desgràcies que pugui experimentar. Això el porta a ser extremadament gandul; de vegades fins i tot pensar que desitjar alguna cosa voluntàriament és un treball dur i desconnectat de les realitats de la vida ordinària. Tot això contrasta amb el seu parent l'Oncle Garrepa, que també és capaç d'aprofitar les oportunitats però treballa de valent per crear-li situacions favorables; està fortament motivat per les seves ambicions i s'enorgulleix de formar la seva fortuna amb els seus propis esforços i experiències. En canvi, Gladstone sovint mostra orgull de la seva facilitat i expressa una gran ansietat si traeix aquests ideals. Això és una cosa que es va explorar per primera vegada amb més detall a la història de Carl Barks "Gladstone's Terrible Secret" (maig de 1952). L'autor complet Don Rosa ha comentat sobre el personatge: "Gladstone no està disposat a fer el més mínim esforç per guanyar alguna cosa que la seva sort no li pugui donar i, quan les coses van malament, dimiteix immediatament, segur que a la volta de la cantonada següent una cartera, deixada per un transeünt, l'esperarà”. Gladstone sent un menyspreu obert cap al treball de qualsevol tipus, afirmant que està per sota d'ell, fins al punt de dubtar a ajudar els altres encara que sigui en el seu propi avantatge, afirmant que sembla alarmantment com un treball.
També per la seva bona fortuna, Gladstone es caracteritza més sovint per ser molt esnob i un presumit; especialment (i en algunes històries exclusivament) cap al seu cosí Donald amb qui també pot ser molt molest. Per totes aquestes raons, ell i Donald han format una intensa rivalitat entre ells. La sort escandalosa i la presunció de Gladstone envers el seu cosí, combinades amb el propi ego de Donald i la creença que encara pot superar-lo malgrat tots els pronòstics, o com comenta la versió de Don Rosa de Donald, "l'eterna tendència de Donald cap a l'autodestrucció"- han preparat l'escenari per a moltes històries que presenten els enfrontaments dels dos cosins. No obstant això, han treballat junts o almenys s'han tolerat de vegades, però això és molt rar i no sense una certa tensió que fàcilment es pot convertir en la seva rivalitat normal.
De tant en tant, és un rival del mateix Oncle Garrepa, que es molesta per la seva total confiança en la seva estranya bona sort. En aquestes històries, sovint l'única manera en què Gladstone pot ser derrotat de manera creïble és que deixar-lo guanyar en la història original preestablerta, mentre que els herois més tard s'emportin el premi més gran. A la història de Carl Barks "The Golden Nugget Boat" (Oncle Scrooge núm. 35, setembre de 1961), Gladstone i Scrooge competeixen en un concurs de prospecció d'or en què Gladstone troba una palleta d'or que els nebots van fer amb un article d'or que Scrooge ja posseeix per evitar que aquest es mati per sobreesforços en el concurs. Gladstone troba la palleta i torna per guanyar, però en Scrooge i els seus nebots troben una palleta molt més grossa que són capaços de transformar en un vaixell per tornar a la civilització després amb un valor monetari que és fàcilment més que la troballa de Gladstone. Un altre exemple d'això amb la seva rivalitat amb Donald va ser al "Salmon Derby" (Walt Disney's Comics and Stories núm. 167, agost de 1954), on Gladstone atrapa el peix més gran i guanya un cotxe nou, però Donald aconsegueix salvar la filla d'un magnat ric i pot comprar un cotxe molt més gran. Un altre cas va ser quan tant Donald com Gladstone competien per una feina com a càmera d'un director de cinema de natura perquè Daisy era l'assistent del director. Gladstone va aconseguir la feina, però va desitjar no haver-ho fet perquè va acabar caminant per un pantà per filmar aranyes gegants mentre Daisy es va quedar a Amèrica, amb Donald.
En les històries més modernes on pren un paper més protagonista, els escriptors solen restar importància a la seva antipatia per fer-lo més identificable. Per exemple, demostrant que pot aprendre de possibles males experiències, encara que mai no es convertiran en realitat, i posar més èmfasi en el seu amor per la seva família, encara que de vegades li costi expressar aquests sentiments.
En moltes històries, Gladstone també es considera un dels principals candidats per a la successió de l'Oncle Garrepa. A "Some Heir Over the Rainbow" (Walt Disney's Comics and Stories núm. 155, agost de 1953) de Carl Barks, Garrepa dona 1.000 dòlars a Donald, Gladstone i Jaumet, Jordinet i Joanet per determinar com l'utilitzen per tal de ser l'hereu més adequat per a la seva fortuna. Gladstone pensa a utilitzar els diners per comprar un televisor fins que troba un bitllet de rifa, en el qual decideix estalviar els diners col·locant-los en un arbre. A l'Oncle Garrepa no li impressiona que Gladstone no hagi augmentat gens els diners, però reconeix que almenys encara els "té". Jaumet, Jordinet i Joanet enfureixen en Garrepa invertint els seus diners en el que aquest suposa que és una estafa. Finalment, Garrepa pensa per a ell mateix: "Suposo que el meu hereu haurà de ser Gladstone Gander! ... Quina terrible injustícia per al món!" Poc després, però, la decisió dels nens resulta ser la més sàvia, i es converteixen en hereus de Garrepa en comptes de Gladstone.
És un rival de Donald per l'amor de la seva xicota Daisy Duck. Sovint es mostra una Daisy incerta de qui l'agrada més o bé; la versió més comuna, que està enfadada amb Donald i surt amb Gladstone per posar-lo gelós. En els còmics moderns, aquest triangle amorós és sovint més menyspreat. No obstant, tot i tenir un enamorament etern per Daisy Duck, Gladstone ha aparegut enamorat d'altres noies d'ànec en històries còmiques italianes i daneses. Una d'aquestes és Linda Paper, que va conquerir de debò Gladstone, fent-li renunciar a tota la seva sort, ja que no té sort i odia absolutament la gent afortunada. Va aparèixer en dues històries còmiques posteriors. Un altre és Feather Mallard, que té la mateixa sort que Gladstone, però sempre que estan junts experimenten mala sort. Diverses històries italianes recents presenten la deessa protectora de Gladstone, Fortuna, que apareix en persona. Apareix en un conte notable, "Gastone e il debole dalla Fortuna" ("Gladstone i el cop de sort"), d'Enrico Faccini i Augusto Macchetto, publicat per primera vegada el 24 de març de 1998. En aquesta història, la deessa adopta una disfressa mortal per poder sortir amb ell, de qui sembla estar enamorada. Encara que Gladstone competeix per l'atenció i l'afecte de Daisy amb Donald i sovint perd, es tranquil·litza que almenys encara té la seva extraordinària sort, perquè al final és un hedonista i l'única persona que realment adora és a ell mateix.
La seva relació exacta amb l'arbre genealògic de l'ànec en les seves primeres etapes era una mica incerta. A la versió original de Carl Barks de l'arbre genealògic de la dècada de 1950, Gladstone era fill de Luke the Goose i Daphne Duck que va morir menjant en excés en un pícnic gratuït. Més tard va ser adoptat per Matilda McDuck i Goosetave Gander. Més tard, es diu que Barks va acabar amb l'adopció, que mai va aparèixer en cap història. (Per descomptat, no es van publicar històries que neguessin l'esdeveniment. En una versió més recent de l'arbre genealògic creat per Don Rosa, amb l'aportació de Barks, es va establir que Daphne Duck (la tia paterna de Donald) es va casar amb Goostave Gander i els dos eren els pares de Gladstone. Això és coherent amb el que diu Gladstone a "Race to the South Seas": "Scrooge McDuck és el cunyat del germà de la meva mare".
Gladstone té un nebot anomenat Shamrock Ganter que comparteix la seva propensió a la sort. També té un cosí estafador (no del costat de la família de Donald) anomenat Disraeli.

## Animació
Gladstone fa dues aparicions parlants a la sèrie animada DuckTales, on Rob Paulsen li va fer la veu. En aquests episodis no es caracteritza tant com un fanfarró com als còmics, sinó que es centra molt més en la seva naturalesa despreocupada i, a més, actua una mica més tontament. A l'episodi "Dime Enough for Luck", Gladstone és un titella inconscient de Magica De Spell en un dels seus intents de robar el número u dels cèntims de Garrepa. Torna a l'episodi "Dr. Jekyll &amp; Mr. McDuck", on licita accidentalment per un article que resulta ser valuós. Això inspira a Garrepa a fer una oferta pel següent article, un bagul que conté la fórmula del doctor Jekyll, que posa en marxa la trama. També fa aparicions de cameo no parlats als episodis "Sweet Duck of Youth" i "Till Nephews Do Us Part", així com a l'episodi de House of Mouse titulat "Goofy For A Day". Gladstone apareix al joc d'ordinador Donald Duck: Goin' Quackers de l'any 2000 en el seu paper tradicional de rival de Donald per l'afecte de Daisy, i cada vegada que està a punt d'iniciar una batalla de caps, Gladstone saluda Donald, però sempre es fa mal, sent aixafat per un ocell gegant, fent caure d'un edifici per una bola de demolició, enviat a estavellar-se al fons d'una mansió embruixada, i fins i tot sent enviat de tornada a Duckburg dins d'una canonada, i cada vegada que es fa mal, diu que ha trobat un níquel. També apareix al reinici de DuckTales, apareixent per primera vegada a l'episodi "The House of the Lucky Gander!" En aquesta sèrie, té la veu de Paul F. Tompkins. Aquesta sèrie apropa la seva personalitat molt més a com actua als còmics, tot i que s'implica que realment no és conscient de com d'arrogant és.